# Techiman
Techiman es una ciudad de la región Brong-Ahafo de Ghana. En septiembre de 2010, tenía una población censada de 67,241 habitantes.
Se encuentra ubicada en el centro del país, al sur del río Volta Negro, al oeste del lago Volta y al norte de la región de Ashanti.

## Historia
Tras las incursiones de los ashanti en el siglo XVIII, Techiman se convirtió en el asentamiento del pueblo bono más importante. El reino de Bono existió durante 1712 y 1740 fue derrotado por los Ashanti, en el que su capital original, Bono-Mansu fue destruida, entonces, la capital fue reubicada en Techiman para el Estado de Bono-Techiman, que más tarde se convirtió en un estado vasallo de los Ashanti. En el siglo XIX, el Estado de Bono-Techiman consiguió liberarse del control de los ashanti, aunque en 1935 se vio obligado a unirse a la Confederación Ashanti, reestructurada por las autoridades de la Costa de Oro.